# Liste der Wappen im Landkreis Prignitz
Diese Liste zeigt die Wappen der Ämter, Städte und Gemeinden sowie Wappen von ehemals selbständigen Gemeinden und aufgelösten Landkreisen im Landkreis Prignitz in Brandenburg.

Wappen des Landkreises Prignitz[1]
Der Landkreis Prignitz in Brandenburg
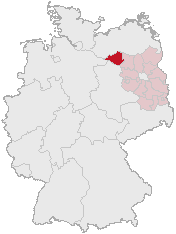
Der Landkreis Prignitz in Deutschland

## Wappen der Ämter

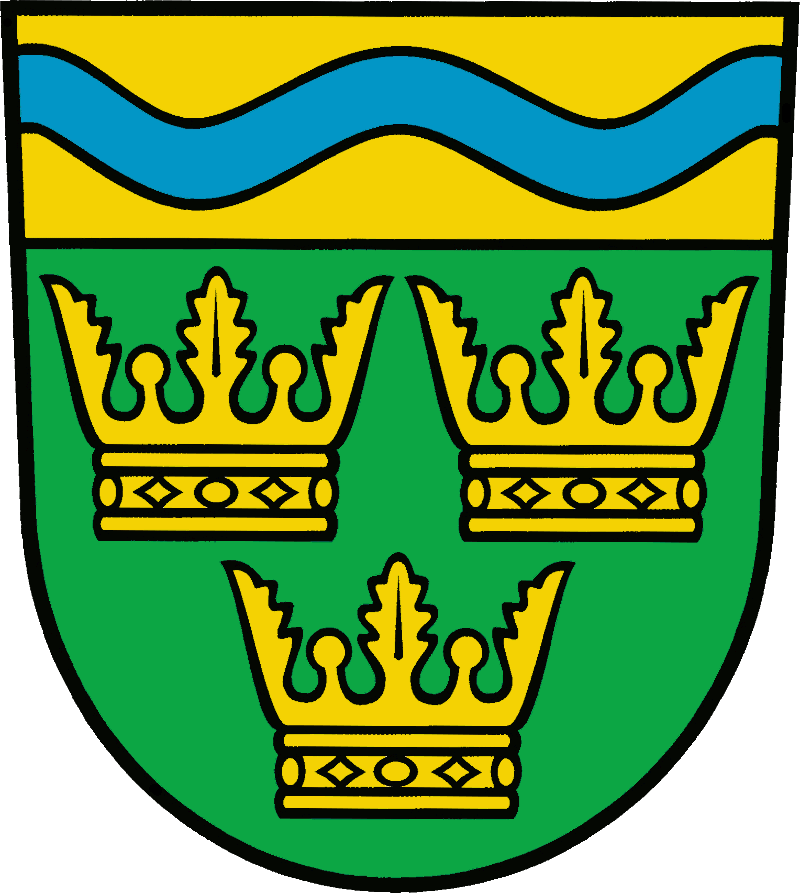
Amt Bad Wilsnack/Weisen
Amt Lenzen-Elbtalaue
Amt Meyenburg
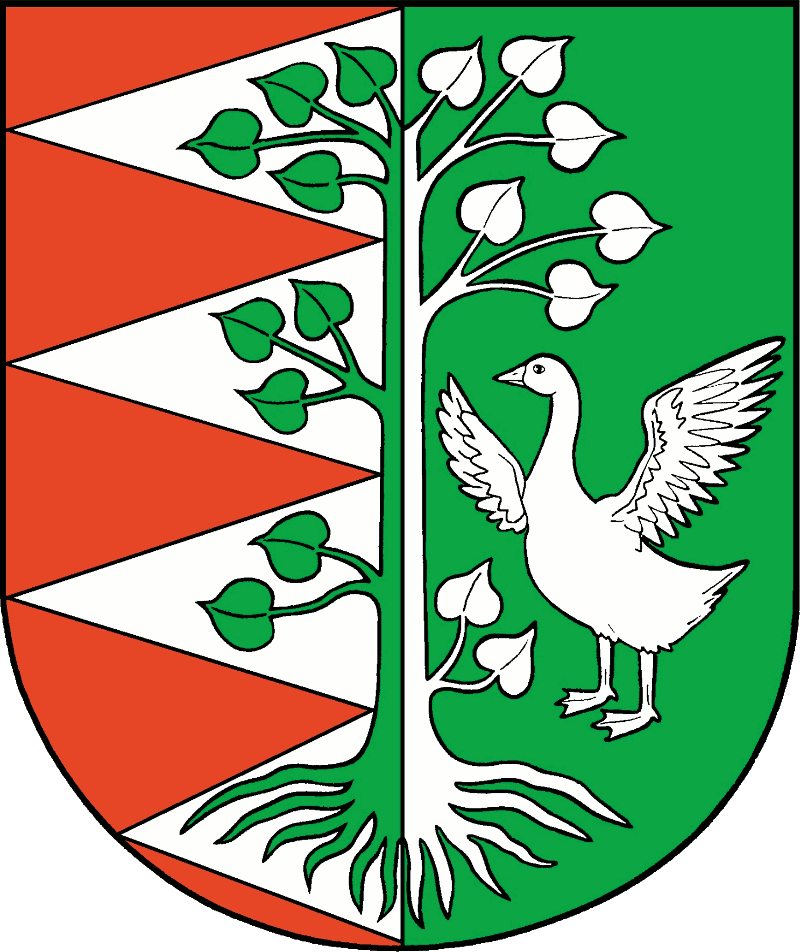
Amt Putlitz-Berge

## Wappen der Städte und Gemeinden
Folgende Gemeinden führen kein Wappen:

Gemeinde Breese
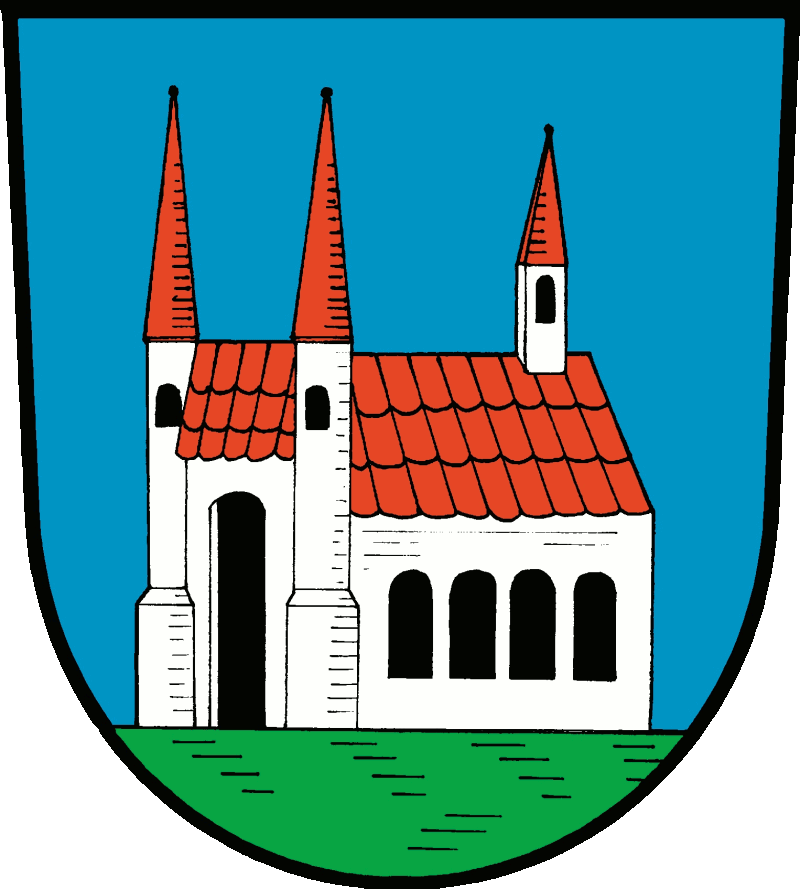
Stadt Bad Wilsnack
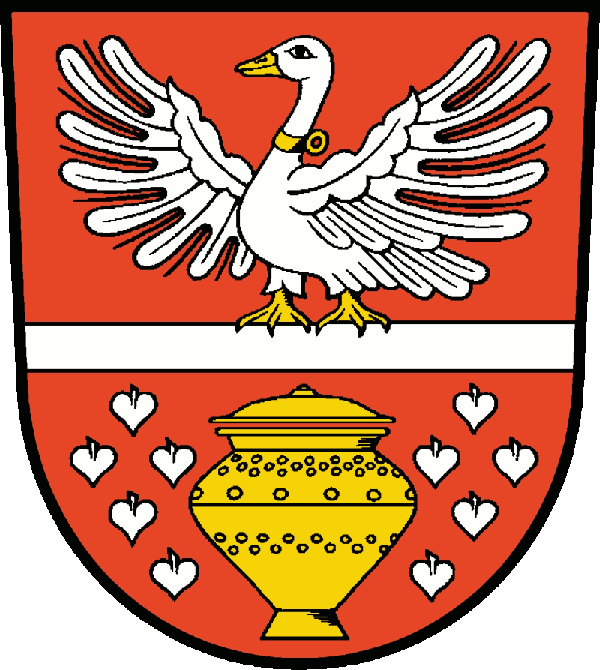
Gemeinde Groß Pankow (Prignitz)
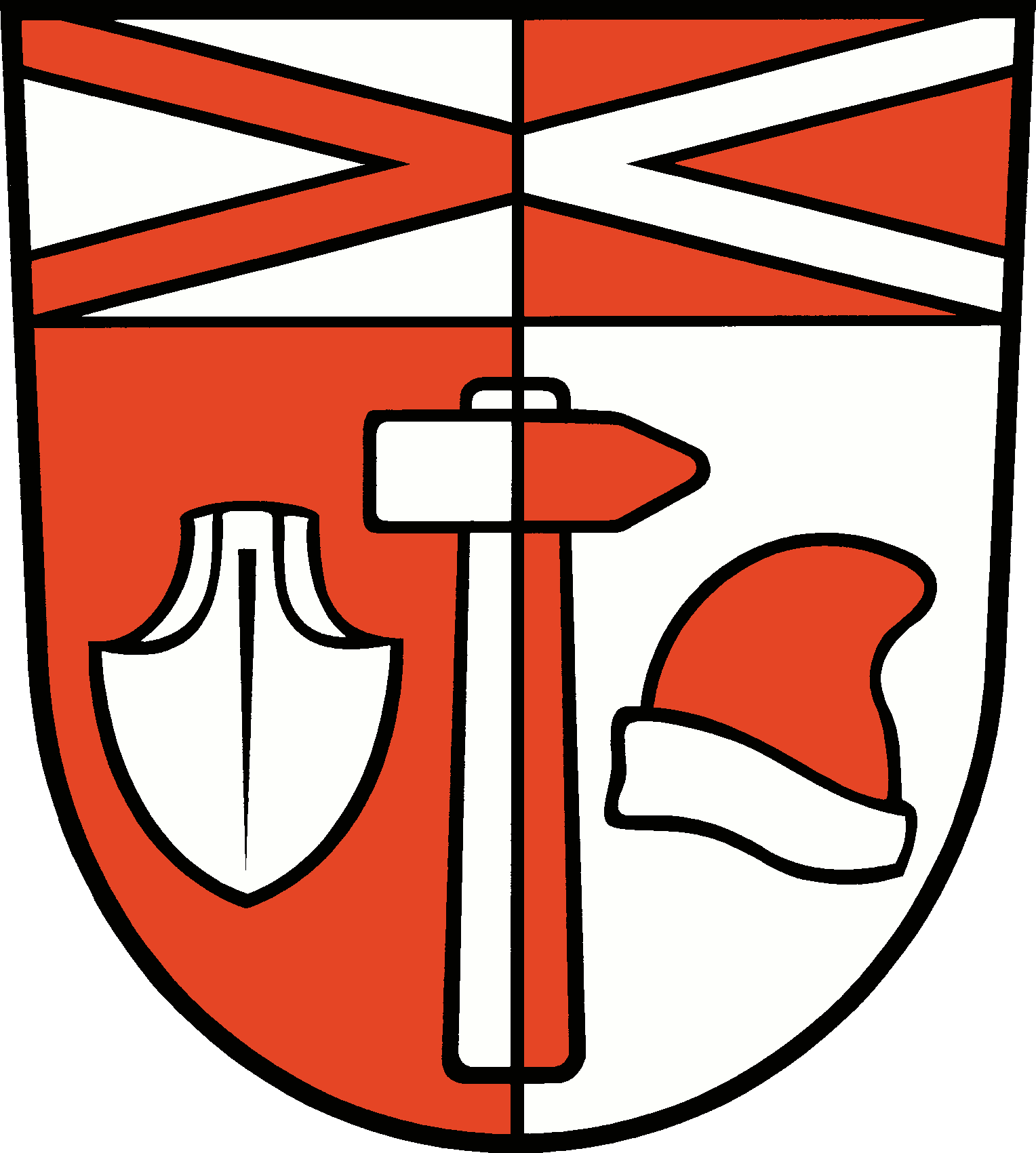
Gemeinde Karstädt
Stadt Lenzen (Elbe)
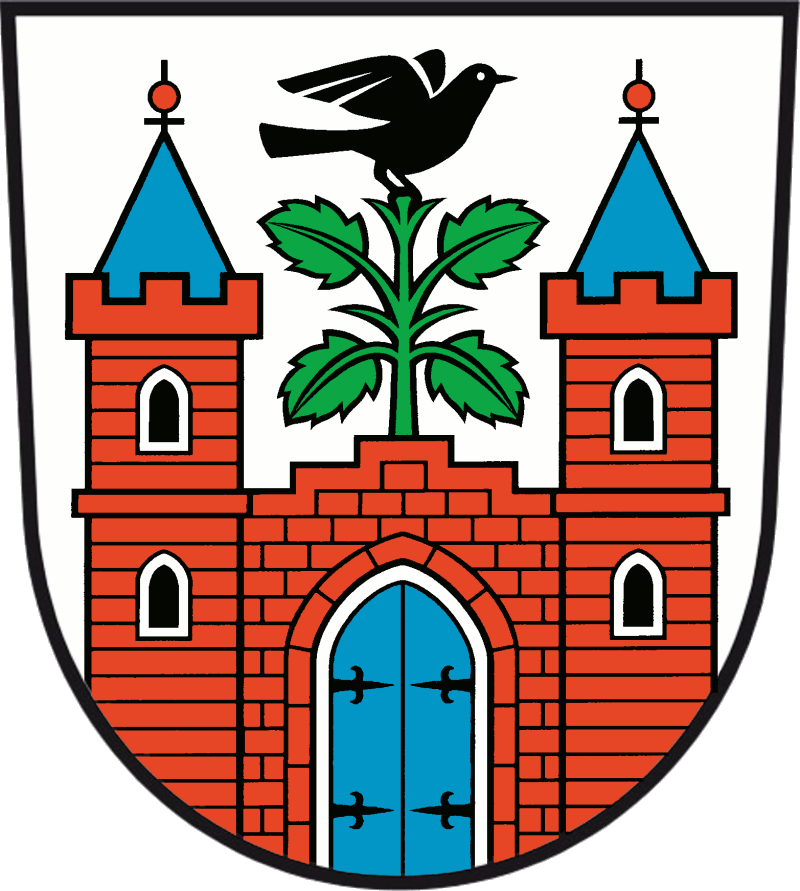
Stadt Meyenburg
Kreisstadt Perleberg
Gemeinde Plattenburg
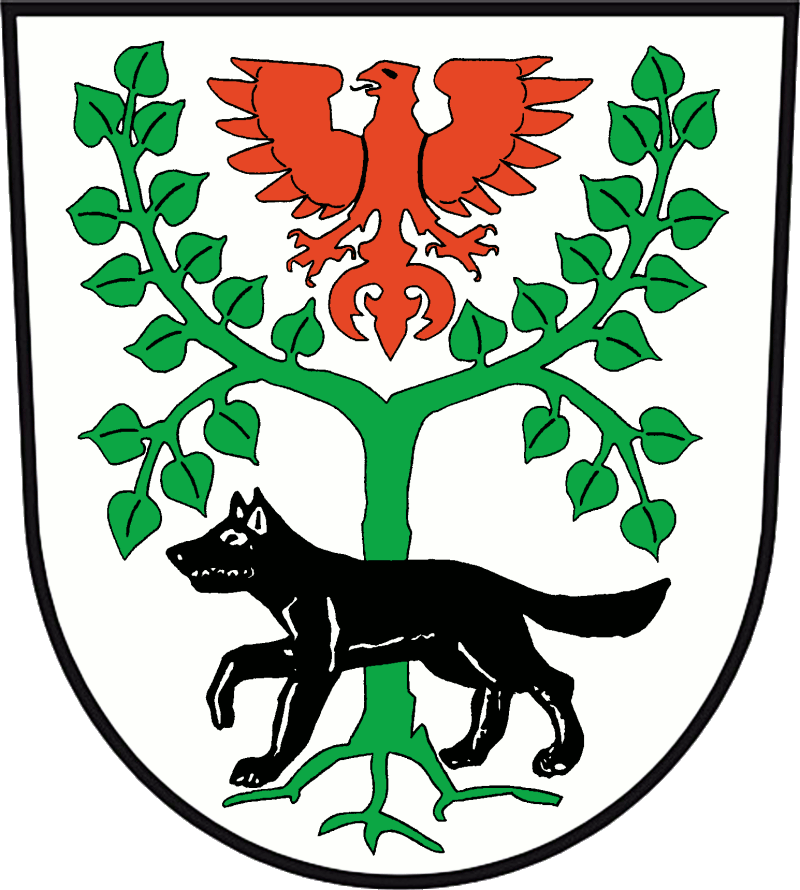
Stadt Pritzwalk
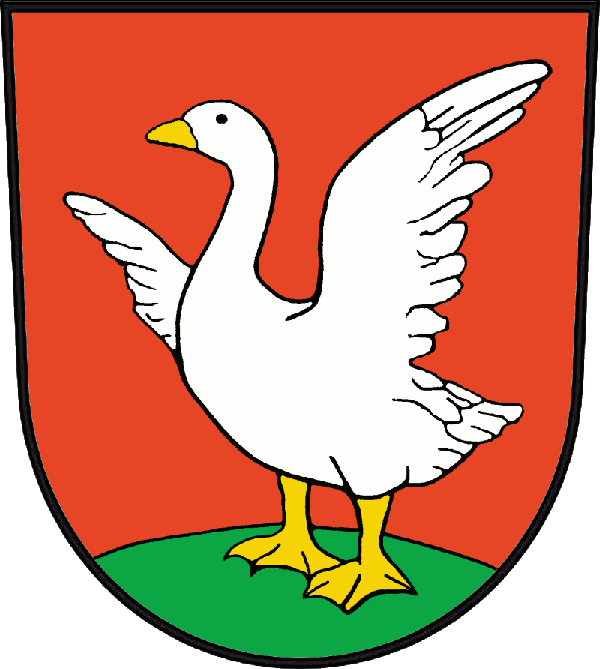
Stadt Putlitz
Stadt Wittenberge

| - Berge - Cumlosen - Gerdshagen - Gülitz-Reetz - Gumtow | - Halenbeck-Rohlsdorf - Kümmernitztal - Lanz - Legde/Quitzöbel - Lenzerwische | - Marienfließ - Pirow - Rühstädt - Triglitz - Weisen |

- Gemeinde
Breese[4]
- Stadt
Bad Wilsnack[5]
- Gemeinde
Groß Pankow (Prignitz)[6]
- Gemeinde
Karstädt[7]
- Stadt
Lenzen (Elbe)[8]
- Stadt
Meyenburg[9]
- Kreisstadt
Perleberg[10]
- Gemeinde
Plattenburg[11]
- Stadt
Pritzwalk[12]
- Stadt
Putlitz[13]
- Stadt
Wittenberge[14]

## Blasonierungen
1. ↑  Landkreiswappen: „In Rot über Silber durch Wellenschnitt geteilt; oben eine goldbewehrte, flugbereite silberne Gans, begleitet von acht einen oben offenen Halbkreis bildenden silbernen Perlen, unten ein rotbezungter, schreitender schwarzer Wolf.“
2. ↑  Amt Bad Wilsnack/Weisen: „Im goldenen Schildhaupt eine blaue, den Buchstaben W assoziierende Wellenleiste. Darunter in Grün drei goldene, eichenblattgezackte Adelskronen.“
3. ↑  Amt Putlitz-Berge: „Von Silber und Grün gespalten, darin eine 17-blättrige Linde in verwechselten Farben, begleitet rechte von fünf linksgewandten roten Spitzen, links von einer auffliegenden silbernen Gans.“
4. ↑  Breese: „In Silber eine rote Nadel mit einem durch das Öhr gesteckten, zweifach (b-förmig) um die Nadel geschlungenen und beiderseits abgerissenen roten Faden, daneben ein steigendes rotes Einhorn.“
5. ↑  Bad Wilsnack: „In Blau auf grünem Boden eine silberne Kirche mit rot-geschindeltem Dach und Dachreiter, schwarzer Tür, schwarzen Fenstern und einem Rundturm beiderseits des Portals; die Türme haben schwarz-beknaufte rote Spitzdächer.“
6. ↑  Groß Pankow: „In Rot auf einer silbernen Leiste eine auffliegende gold-bewehrte silberne Gans mit goldenem Halsring, darunter im von gestürzten silbernen Lindenblättern bestreuten Feld eine goldene Urne mit Deckel.“
7. ↑  Karstädt: „Gespalten und alles in verwechselten Farben: unter einem silbern-roten Schildhaupt, belegt mit einem durchgehenden Schragenkreuz, im rot-silbernen Schild auf der Spaltlinie ein gespaltener Hammer, beseitet rechts von einer Pflugschar und links von einer silbern gestulpten Mütze.“
8. ↑  Lenzen: „In Silber über grünem Schildfuß ein goldbewehrter roter Adler zwischen zwei durch einen Zinnenbogen verbundenen spitzbedachten, gezinnten, roten Rundtürmen mit je einem kleinen äußeren Wartturm, Dächer mit goldenen Knäufen.“
9. ↑  Meyenburg: „In Silber eine zweitürmige rote Burg; die bezinnten Türme sind mit je zwei silbern gerahmten, schwarzen Spitzbogenfenstern und rot-beknauften blauen Spitzdächern versehen; über dem geschlossenen blauen Tor wächst aus einem gemauerten Stufengiebel ein vierblättriger grüner Zweig mit einem linksgewendeten auffliegenden schwarzen Vogel.“
10. ↑  Perleberg: „In Blau ein achtstrahliges goldenes Spornrad, bewinkelt von acht silbernen Perlen; in der Mitte des Spornrades innerhalb eines goldenen Perlenringes eine große silberne Perle.“
11. ↑  Plattenburg: „In Silber ein gemauerter roter Stufengiebel mit einem Kreuz bekrönt und von drei (1:2) offenen gotischen Fenstern durchbrochen.“
12. ↑  Pritzwalk: „In Silber eine belaubte und bewurzelte grüne Linde, in deren Krone ein roter Adler schwebt; vor dem Stamm ein schreitender schwarzer Wolf.“
13. ↑  Putlitz: „In Rot auf grünem Boden eine flugbereite gold-bewehrte silberne Gans.“
14. ↑  Wittenberge: „In Silber eine dreitürmige rote Burg mit abgeschrägtem Mauerwerk und geschlossenem goldenen Tor, über dem breiten niedrigen Mittelturm schwebend ein goldbewehrter roter Adler mit goldenen Brustspangen.“